# East Haven (Connecticut)
East Haven ist eine Stadt im New Haven County im US-amerikanischen Bundesstaat Connecticut. Das U.S. Census Bureau ermittelte bei der Volkszählung 2020 eine Einwohnerzahl von 27.923. Das Stadtgebiet hat eine Größe von 34,8 km². 

## Schulen
- Carbone School
- DC Moore School
- Deer Run School
- The East Haven Academy
- Ferrara School
- Momauguin School
- Tuttle School
- Melillo School